# 科莫里
51°54′49″N 25°58′10″E / 51.91361°N 25.96944°E
科莫里（烏克蘭語：Комори），是烏克蘭西北部的村莊，隸屬里夫內州的瓦拉什區。該村面積22.1平方公里，海拔高度142米，2001年人口65，人口密度每平方公里4.38人。